# Băile Oglinzi
Băile Oglinzi (sau Oglinzi) este o stațiune pre-montană aflată în apropiere de orașul Târgu Neamț, județul Neamț. Stațiunea Oglinzi este situată într-o microdepresiune din sud-estul Culmii Pleșului. Zona este cunoscută și ca Poiana Dăscăliței și se află la 480 de metri altitudine, la marginea unor păduri de brazi și foioase.
Stațiunea dispune de un restaurant select, o terasă, un bar, locuri de joacă, 5 corpuri de vile și de un drum modernizat până în centrul orașului. Este unul dintre principalele obiective turistice din zonă.
Izvoarele cu apă minerală din împrejurimi sunt folosite încă din anii 1850, când au fost analizate pentru prima oară.
În 1888, prof. Petru Poni, a analizat chimic apele clorurosodice și a stabilit eficacitatea acestora pentru efectuarea unor tratamente balneare.
Băile Oglinzi au fost date în folosință în 1893. La acea vreme, acolo exista o clădire pentru băi și dușuri și o alta numită Castelul Apelor, în care se aflau mașina de abur și două rezervoare.
Apele terapeutice de la Oglinzi sunt clorurate, sodice, sulfatate, bromo-iodurate, cu o mineralizație totală până aproape de saturație și tratează: 
- afecțiuni reumatismale degenerative
- afecțiuni reumatismale inflamatorii, cronice
- afecțiuni reumatismale abarticulare
- afecțiuni ale aparatului respirator
- afecțiuni ginecologice
- afecțiuni dermatologice etc.